# Das Rheingold
Das Rheingoldⓘ (WWV 86 A) ist eine Oper von Richard Wagner und bildet zusammen mit den folgenden drei Musikdramen Die Walküre, Siegfried und Götterdämmerung das Gesamtwerk (die Tetralogie) Der Ring des Nibelungen. Beim Ring des Nibelungen handelt es sich um ein „Bühnenfestspiel für drei Tage und einen Vorabend“. Das gesamte Textbuch erschien nach Lesungen in Zürich 1853 im Privatdruck in 50 Exemplaren. Das Rheingold ist das kürzeste der vier Werke (ca. 2½ Stunden) und wird ohne Pause aufgeführt. Die Uraufführung des „Vorabends“ fand am 22. September 1869 im Königlichen Hof- und Nationaltheater München unter der Leitung von Franz Wüllner und gegen den Willen Wagners statt. Mit einer Aufführung vom Rheingold wurden die ersten Bayreuther Festspiele am 13. August 1876 eröffnet.
Das Werk ist im Verlag Schott, Mainz (Richard-Wagner-Gesamtausgabe), erschienen. Das Autograph der Partitur ist seit dem Zweiten Weltkrieg verschollen.

## Handlung
Im Rheingold werden die grundlegenden Konflikte der Tetralogie, vor allem die Kontroverse um Macht und Liebe, dargelegt.
Das Werk beginnt mit einem etwa vierminütigen Vorspiel (136 Takte), in dem sich aus einem tiefen Es-Dur-Akkord Themen des wogenden Rheins entwickeln. Erst danach beginnt die eigentliche Handlung, in der zunächst die Rheintöchter Floßhilde, Wellgunde und Woglinde auftreten. Diese sind naive Naturwesen, die einen zauberhaften Schatz besitzen und in der Tiefe des Flusses hüten – das Rheingold. Dieser Schatz verliert aber seinen unschuldigen Charakter und verhilft zu maßloser Macht, wenn sein Besitzer der Liebe abschwört und einen Ring aus dem Gold schmiedet („Nur wer der Minne Macht entsagt, nur wer der Liebe Lust verjagt, nur der erzielt sich den Zauber, zum Reif zu zwingen das Gold“).
Dem Zwerg Alberich vom Volk der Nibelungen gelingt ebendies (darum: Der Ring des Nibelungen), nachdem die Rheintöchter sein Liebesbegehren verschmäht haben, woraufhin Alberich schließlich die Liebe verflucht und in gieriger Wut das Gold raubt. Er kann nun die Zauberkräfte des Rings nutzen, unterwirft das gesamte Nibelungenvolk und zwingt es, für ihn in den Goldminen Nibelheims zu arbeiten. Ebenso unterjocht er seinen Bruder, den Schmied Mime, und zwingt ihn, für ihn einen Tarnhelm anzufertigen, mit dem er sich unsichtbar machen oder jede beliebige Gestalt annehmen kann.
Unterdessen haben die Riesenbrüder Fasolt und Fafner auftragsgemäß die Götterburg Walhall fertiggestellt („Vollendet das ewige Werk“). Wotan hatte ihnen als Gegenleistung zum Schein die Göttin Freia zur Ehe versprochen, welche das Geheimnis der ewigen Jugend hütet. Denn nur Freia kann die Äpfel aus dem Garten der Jugend pflücken, die den Göttern zur Unsterblichkeit verhelfen; sie können nicht auf sie verzichten. Einen Vertragsbruch kann sich Wotan nicht leisten, ohne die Grundlagen seiner eigenen Macht zu gefährden („Was du bist, bist du nur durch Verträge“). So suchte er zuvor Rat und Hilfe bei Loge, der ihm seinerzeit den Vertrag mit den Riesen vorgeschlagen hatte: er sollte nach Ersatz für Freia suchen. Loge durchstreifte daraufhin die Welt, fand aber keinen gleichwertigen Ersatz für die Liebe (und damit für Freia). Nur von einem, Alberich, habe er gehört, dass er für die Macht des Rheingoldes der Liebe entsagt habe. Den Riesen ist die Macht Alberichs eine Bedrohung. Sie sind bereit, Freia gegen das Gold einzutauschen, das der Nibelung Alberich mittlerweile angehäuft hat. Bis zu einer Lösung behalten sie Freia als Pfand.
Zusammen mit Loge macht sich Wotan auf den Weg nach Nibelheim, in die Tiefe der Erde, und es gelingt ihnen durch List, Alberich den Nibelungenschatz samt dem Tarnhelm und Ring (dem Schlüssel zu Macht und Reichtum) abzunehmen. Alberich ist über seine Überwältigung und den Raub dermaßen erbost, dass er den Ring verflucht („Wer ihn besitzt, den sehre die Sorge, und wer ihn nicht hat, den nage der Neid“).
Wotan möchte nur den Hort (das Gold) gegen Freia eintauschen und den Tarnhelm und den Ring für sich behalten. Die Riesen beharren jedoch auf die Aushändigung des gesamten Nibelungenschatzes. In dieser Situation taucht die Urmutter Erda auf und warnt Wotan vor dem Fluch des Ringes. Sie prophezeit die Götterdämmerung, das Ende der Götter. Nachdem Wotan als Letztes auch den Ring an die Riesen übergeben hat, zeigt Alberichs Fluch erstmals seine Wirkung: Fafner erschlägt beim Teilen der Beute habgierig seinen Bruder Fasolt.
Bei Sonnenuntergang können die Götter die Burg Walhall in Besitz nehmen. Doch die Gefahr des Fluches ist nicht gebannt. Dieser Gefahr zu begegnen, hat Wotan einen Gedanken, der musikalisch in der 4. Szene des Rheingolds bereits dargestellt ist (Nothung, das Schwert), dessen Umsetzung jedoch den weiteren Werken des Zyklus vorbehalten bleibt.
Die Rheintöchter flehen die Götter an, ihnen das geraubte Gold zurückzugeben, ernten aber nur Hohn und Spott.
Wie sehr das Rheingold (als Vorabend der Tetralogie) mit den folgenden Werken Die Walküre, Siegfried und Götterdämmerung – von Wagner als erster, zweiter und dritter Tag bezeichnet – verwoben ist, wird musikalisch durch vorausweisende wie rückbeziehende Motive deutlich. In den großen Dialogen zwischen Wotan und Fricka bzw. zwischen Wotan und Brünnhilde im zweiten Aufzug der Walküre, im Gespräch zwischen Wotan (Wanderer) und dem Schmied Mime im ersten Siegfried-Aufzug und in der Nornen-Szene der Götterdämmerung wird auf die Handlung des Rheingolds immer wieder Bezug genommen.

## Das Gold

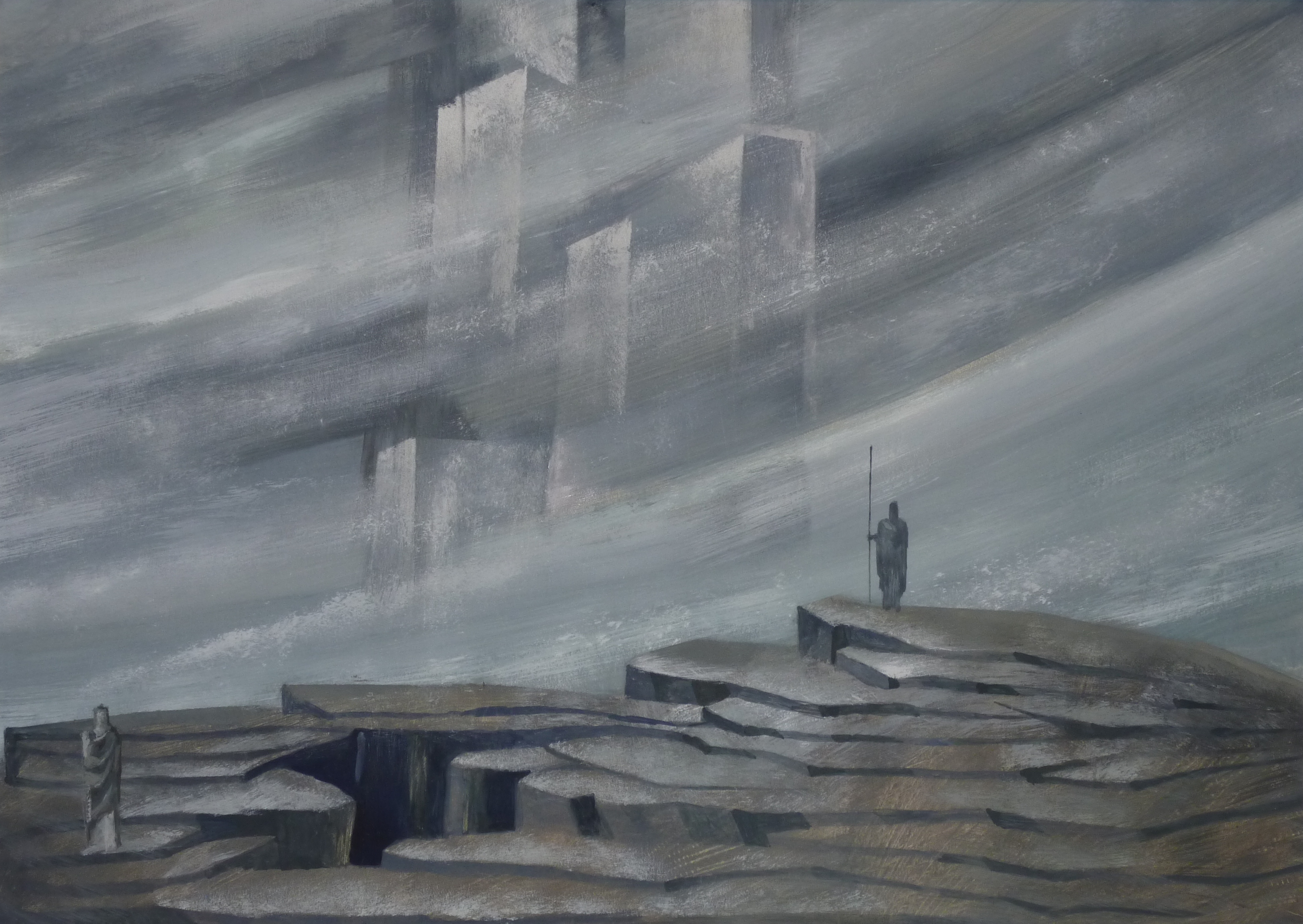
Bühnenbildentwurf von Helmut Jürgens für Rheingold, Aufführung Bayerische Staatsoper 1952

Das Rheingold erstrahlt in der 1. Szene nach Sonnenaufgang in der Tiefe des Rheines und lässt das gesamte Riff erglänzen. Die Schönheit des Naturschauspiels zeigt hier die Welt in ihrer natürlichen Ordnung, zu welcher auch die Rheintöchter gehören: Unbeeinflusst von individuellem Machtstreben bewachen sie das Gold, „daß kein Falscher dem Hort es entführe“.
Alberich, der in derselben Szene erstmals auftaucht, hat sich von dieser natürlichen Ordnung abgesondert. Sein Handeln erwächst einerseits aus dem Neid, dem Besitzen-Wollen, gilt dem „Neidspiel“, in welchem der Stärkere den Schwächeren besiegt und dessen Habe als Beute behält, ist jedoch andererseits auch ausgelöst durch das Verhalten der Rheintöchter, die erst seine Lüsternheit verführerisch anstacheln, um ihn nachher zu verspotten: Alberich versucht, eine der schönen Rheintöchter für sich zu gewinnen, wird von diesen jedoch nur geneckt und abgewiesen. Die Rheintöchter erzählen ihm dabei arglos – und unvorsichtig – von dem Gold. Alberich, zunächst von der natürlichen Schönheit des Goldes beeindruckt, fragt jedoch sofort nach dem merkantilen Wert („Eurem Taucherspiele nur taugte das Gold? Mir gält’ es dann wenig!“). Er erfährt von den Rheintöchtern, dass nur wer die Liebe verflucht, aus dem Gold einen Ring erschaffen könne, der ihm Macht über die gesamte Welt verleiht. Alberich verflucht daraufhin die Liebe und rafft das Gold an sich („Erzwäng ich nicht Liebe, doch listig erzwäng ich mir Lust“). Es gelingt ihm, den Ring zu schmieden, und er setzt ihn zuerst ein, um die damit verbundene Macht in Zwang gegen sein Nibelungenvolk umzusetzen, das ihm fortan aus den unterirdischen Schächten neue Schätze gewinnen und rastlos den Nibelungenhort anhäufen muss. Ebenso muss Alberichs Bruder Mime unter dem Zwang des Rings den Tarnhelm schmieden.
Erst am Ende der gesamten Tetralogie erhalten die Rheintöchter den Ring zurück, damit sie ihn wieder zum reinen, „lauteren“ Gold auflösen.

### Wirkung des Goldes
Elfriede Jelinek, die Literaturnobelpreisträgerin von 2004, publizierte 2013 ein Prosawerk mit dem Titel rein GOLD. ein bühnenessay, in dem es um den Stellenwert und die Wirkungsmacht von Gold und Geld im Kapitalismus geht. rein GOLD entstand auf Anregung der Bayerischen Staatsoper München und basiert nach Angaben der Autorin an erster Stelle auf dem Libretto und dem Prosaentwurf von Richard Wagners Der Ring des Nibelungen.

## Gestaltung

### Instrumentation
- Holzblasinstrumente: vier Flöten (große und kleine); vier Oboen, darunter ein Englischhorn; drei Klarinetten, eine Bassklarinette; vier Fagotte, eines evtl. durch Kontrafagott ersetzt
- Blechblasinstrumente: acht Hörner, davon vier Wagnertuben; drei Trompeten; eine Basstrompete; vier Posaunen; eine Kontrabasstuba
- Schlagwerk: zwei Paar Pauken; ein Triangel; ein Paar Becken; eine große Trommel; ein Tamtam
- sieben Harfen
- Streicher: wenn möglich je sechzehn erste und zweite Geigen, zwölf Bratschen, zwölf Violoncelli, acht Kontrabässe
- Bühnenmusik: achtzehn gestimmte Ambosse verschiedener Größe; Harfe

## Besetzung der ersten Aufführungen in München, Bayreuth und Wien
| Rolle        | Stimmlage               | Uraufführung, München 22. September 1869 Dirigent: Franz Wüllner | Bayreuther Erstaufführung 13. August 1876 Dirigent: Hans Richter | Wiener Erstaufführung 24. Januar 1878 Dirigent: Hans Richter |
| Götter       | Götter                  | Götter                                                           | Götter                                                           | Götter                                                       |
| ------------ | ----------------------- | ---------------------------------------------------------------- | ---------------------------------------------------------------- | ------------------------------------------------------------ |
| Wotan        | Bassbariton             | August Kindermann                                                | Franz Betz                                                       | Emil Scaria                                                  |
| Loge         | Tenor                   | Heinrich Vogl                                                    | Heinrich Vogl                                                    | Gustav Walter                                                |
| Fricka       | Mezzosopran             | Sophie Stehle                                                    | Friederike Grün                                                  | Mila Kupfer-Berger                                           |
| Freia        | Sopran                  | Henriette Müller                                                 | Marie Haupt                                                      | Bertha von Dillner                                           |
| Donner       | Bassbariton             | Karl Samuel Heinrich                                             | Eugen Gura                                                       | Eduard Nawiasky                                              |
| Froh         | Tenor                   | Franz Nachbaur                                                   | Georg Unger                                                      | Anton Schittenhelm                                           |
| Erda         | Alt                     | Emma Seehofer                                                    | Louise Jaide                                                     | Hedwig Reicher-Kindermann                                    |
| Nibelungen   |                         |                                                                  |                                                                  |                                                              |
| Alberich     | Bariton                 | Karl Fischer                                                     | Karl Hill                                                        | Johann Nepomuk Beck                                          |
| Mime         | Tenor                   | Max Schlosser                                                    | Max Schlosser                                                    | Viktor Christian Schmitt                                     |
| Riesen       |                         |                                                                  |                                                                  |                                                              |
| Fasolt       | Bassbariton             | Toni Petzer                                                      | Albert Eilers                                                    | Hans Rokitansky                                              |
| Fafner       | Bass                    | Kaspar Bausewein                                                 | Franz von Reichenberg                                            | August Egon Hablawetz                                        |
| Rheintöchter |                         |                                                                  |                                                                  |                                                              |
| Woglinde     | Sopran                  | Anna Kaufmann                                                    | Lilli Lehmann                                                    | Hermine von Siegstädt                                        |
| Wellgunde    | Sopran oder Mezzosopran | Therese Vogl                                                     | Marie Lehmann                                                    | Auguste Kraus                                                |
| Floßhilde    | Mezzosopran             | Wilhelmine Ritter                                                | Minna Lammert                                                    | Ernestine Gindele                                            |

## Spieldauer (am Beispiel der Bayreuther Festspiele)
Bei den Bayreuther Festspielen war es üblich, die Länge der einzelnen Aufzüge zu dokumentieren, jedoch wurden dort nicht alle Jahre erfasst. Angesichts der unterbrechungsfreien Aufführung des Rheingolds war aber die Dokumentation einfacher als bei den anderen Teilen des Rings des Nibelungen. Deshalb sind mehr Daten präzise erfasst. Die Dauer unterschied sich auch beim gleichen Dirigenten von Jahr zu Jahr und Aufführung zu Aufführung. Einfluss auf die Dauer hatten auch die Art der Stimme und das Temperament der Sänger.

### Übersicht (1876 bis 1970)
- Kürzeste Dauer: 2:08 Std., Heinz Tietjen (1939)
- Längste Dauer: 2:42 Std., Hans Knappertsbusch (1951)
- Spannweite: 34 Min. (30 %, bezogen auf die kürzeste Dauer)

### Spieldauer bei einzelnen Dirigenten
| Jahr | Dirigent             | Gesamtdauer (Std.) |
| ---- | -------------------- | ------------------ |
| 1876 | Hans Richter         | 2:31               |
| 1876 | Hans Richter         | 2:29               |
| 1896 | Felix Mottl          | 2:32               |
| 1896 | Siegfried Wagner     | 2:21               |
| 1897 | Hans Richter         | 2:25               |
| 1897 | Felix Mottl          | 2:30               |
| 1897 | Siegfried Wagner     | 2:23               |
| 1899 | Siegfried Wagner     | 2:27               |
| 1904 | Franz Beidler        | 2:23               |
| 1904 | Hans Richter         | 2:25:30            |
| 1908 | Hans Richter         | 2:15               |
| 1908 | Hans Richter         | 2:18               |
| 1909 | Michael Balling      | 2:21               |
| 1909 | Michael Balling      | 2:18               |
| 1912 | Siegfried Wagner     | 2:21               |
| 1914 | Michael Balling      | 2:23               |
| 1927 | Franz von Hoeßlin    | 2:22               |
| 1930 | Karl Elmendorff      | 2:39               |
| 1933 | Karl Elmendorff      | 2:40               |
| 1934 | Heinz Tietjen        | 2:17               |
| 1936 | Wilhelm Furtwängler  | 2:36               |
| 1938 | Heinz Tietjen        | 2:17               |
| 1939 | Heinz Tietjen        | 2:11               |
| 1939 | Heinz Tietjen        | 2:08               |
| 1942 | Karl Elmendorff      | 2:22               |
| 1951 | Herbert von Karajan  | 2:25               |
| 1951 | Herbert von Karajan  | 2:26               |
| 1951 | Hans Knappertsbusch  | 2:42               |
| 1951 | Hans Knappertsbusch  | 2:37               |
| 1952 | Joseph Keilberth     | 2:19               |
| 1952 | Joseph Keilberth     | 2:21               |
| 1953 | Clemens Krauss       | 2:22               |
| 1957 | Hans Knappertsbusch  | 2:40               |
| 1960 | Rudolf Kempe         | 2:32               |
| 1961 | Rudolf Kempe         | 2:34               |
| 1964 | Berislav Klobučar    | 2:29               |
| 1964 | Berislav Klobučar    | 2:32               |
| 1965 | Karl Böhm            | 2:20               |
| 1966 | Otmar Suitner        | 2:14               |
| 1968 | Lorin Maazel         | 2:21               |
| 1970 | Horst Stein          | 2:20               |
| 1970 | Horst Stein          | 2:21               |
| 1994 | James Levine         | 2:39               |
| 2015 | Kirill Petrenko      | 2:15               |
| 2022 | Christian Thielemann | 2:26               |

## Ausgewählte Aufnahmen
| Jahr | Besetzung (Alberich, Wotan, Fricka, Loge, Freia, Fasolt, Fafner, Donner, Froh, Erda, Mime) | Dirigent Orchester                                                 | Label Katalog # Mono/Stereo, Live/Studio                                          |
| ---- | --- | ------------------------------------------------------------------ | --------------------------------------------------------------------------------- |
| 1937 | Eduard Habich, Friedrich Schorr, Karin Branzell, René Maison, Dorothee Manski, Norman Cordon, Emanuel List, Julius Huehn, Hans Clemens, Doris Doe, Karl Laufkötter                               | Arthur Bodanzky Orchester und Chor der Metropolitan Opera New York | 2 CD: Naxos 8.110047-48 Mono, Live                                                |
| 1949 | Adolf Vogel, Ferdinand Frantz, Elisabeth Höngen, Julius Pölzer, Ilona Steingruber, Marjan Rus, Herbert Alsen, Alfred Poell, Willy Friedrich, Rosette Anday, William Wernigk                      | Rudolf Moralt Die Wiener Symphoniker                               | CD: Myto Cat: 2MCD 962.144 Mono, Studio                                           |
| 1952 | Gustav Neidlinger, Hermann Uhde, Ira Malaniuk, Erich Witte, Inge Borkh, Ludwig Weber, Josef Greindl, Werner Faulhaber, Wolfgang Windgassen, Melanie Bugarinovic, Paul Kuën                       | Joseph Keilberth Orchestra and Choir of the Bayreuth Festival 1952 | CD: Arlecchino Cat: ARL-29-30 Mono, Live                                          |
| 1953 | Gustav Neidlinger, Ferdinand Frantz, Ira Malaniuk, Wolfgang Windgassen, Elisabeth Grümmer, Josef Greindl, Gottlob Frick, Alfred Poell, Lorenz Fehenberger, Rut Siewert, Julius Patzak            | Wilhelm Furtwängler Orchestra Sinfonica e Coro della RAI (Rom)     | CD: EMI Cat: CZS 7 67124 2 Mono, Live                                             |
| 1953 | Gustav Neidlinger, Ferdinand Frantz, Ira Malaniuk, Erich Witte, Bruni Falcon, Ludwig Weber, Josef Greindl, Hermann Uhde, Gerhard Stolze, Erika Zimmermann, Paul Kuën                             | Clemens Krauss Orchester der Bayreuther Festspiele                 | CD: Gala, 100.519 Mono, Live                                                      |
| 1955 | Gustav Neidlinger, Hans Hotter, Rudolf Lustig, Ludwig Weber | Joseph Keilberth Orchester der Bayreuther Festspiele               | CD: Testament, 100.519 Stereo, Live                                               |
| 1956 | Gré Brouwenstijn, Hans Hotter, Gustav Neidlinger, Ludwig Suthaus, Jean Madeira, Georgine von Milinkovic                                                                                          | Hans Knappertsbusch Orchester der Bayreuther Festspiele            | CD: Import, 100.519 Stereo, Live                                                  |
| 1958 | Gustav Neidlinger, George London, Kirsten Flagstad, Set Svanholm, Claire Watson, Walter Kreppel, Kurt Böhme, Eberhard Waechter, Waldemar Kmentt, Jean Madeira, Paul Kuën                         | Georg Solti Wiener Philharmoniker                                  | CD: Decca Cat: 455 556-2 Stereo, Studio                                           |
| 1966 | Gustav Neidlinger, Theo Adam, Annelies Burmeister, Wolfgang Windgassen, Anja Silja, Martti Talvela, Kurt Böhme, Gerd Nienstedt, Hermin Esser, Věra Soukupová, Erwin Wohlfahrt                    | Karl Böhm Orchester der Bayreuther Festspiele                      | CD: Philips Cat: 412 475-2 Stereo, Live                                           |
| 1967 | Zoltán Kelemen, Dietrich Fischer-Dieskau, Josephine Veasey, Gerhard Stolze, Simone Mangelsdorff, Martti Talvela, Karl Ridderbusch, Robert Kerns, Donald Grobe, Oralia Domínguez, Erwin Wohlfahrt | Herbert von Karajan Berliner Philharmoniker                        | CD: Deutsche Grammophon Cat: 457 781-2 Stereo, Studio                             |
| 1980 | Hermann Becht, Donald McIntyre, Hanna Schwarz, Heinz Zednik, Carmen Reppel, Matti Salminen, Fritz Hübner, Martin Egel, Siegfried Jerusalem, Ortrun Wenkel, Helmut Pampuch                        | Pierre Boulez Orchester der Bayreuther Festspiele                  | CD: Philips Cat: 434 422-2 Stereo, Studio-Aufnahme aus dem Festspielhaus Bayreuth |
| 1980 | Siegmund Nimsgern, Theo Adam, Yvonne Minton, Peter Schreier, Marita Napier, Roland Bracht, Matti Salminen, Karl-Heinz Stryczek, Eberhard Büchner, Ortrun Wenkel, Christian Vogel                 | Marek Janowski Orchester der Staatskapelle Dresden                 | CD: Sony Classical Cat: LC 00202 Stereo, Studio                                   |
| 1988 | Ekkehard Wlaschiha, James Morris, Christa Ludwig, Siegfried Jerusalem, Mari Anne Häggander, Kurt Moll, Jan-Hendrik Rootering, Siegfried Lorenz, Mark Baker, Birgitta Svendén, Heinz Zednik       | James Levine Metropolitan Opera Orchestra                          | CD: Deutsche Grammophon Cat: 445 295-2 Stereo, Studio                             |
| 1989 | Theo Adam, James Morris, Marjana Lipovšek, Heinz Zednik, Eva Johansson, Hans Tschammer, Kurt Rydl, Andreas Schmidt, Peter Seiffert, Jadwiga Rappé, Peter Haage                                   | Bernard Haitink Sinfonieorchester des Bayerischen Rundfunks        | CD: EMI Cat: CDS 7 49853 2 Stereo, Studio                                         |